# قمة فيكتوريا (كندا)
قمة فيكتوريا (بالإنجليزية: Victoria Peak) هي جبل بارز يقع ضمن سلسلة سوتون، التي تُعد جزءًا من سلاسل فانكوفر آيلاند في جزيرة فانكوفر التابعة لمقاطعة كولومبيا البريطانية في كندا. يبلغ ارتفاع الجبل 2163 مترًا فوق مستوى سطح البحر، ما يجعله ثالث أعلى قمة في الجزيرة بعد جبل غولد وماونت أروسميث.

## الموقع والوصول
تقع القمة في وادي نهر وايت (White River Valley)، وتُحاط بجبال ذات ارتفاعات مماثلة ضمن النطاق الجبلي. يمكن الوصول إليها من خلال طرق لوجستية مستخدمة في صناعة الأخشاب، ما يجعلها وجهة ممكنة لرحلات اليوم الواحد. وتُرى القمة بوضوح من مدينة كامبل ريفر ومن جزر ديسكفري المجاورة.

## الطبيعة والجيولوجيا
تُعد المنطقة المحيطة بقمة فيكتوريا موطنًا للعديد من الأنواع النباتية والحيوانية، وتتميّز بجغرافيا جبلية حادة وتضاريس متنوعة. وتُصنف ضمن المناطق الجبلية التي لم تخضع لتطوير سياحي واسع النطاق، ما يجعلها مفضلة لدى المتسلقين ومحبي الطبيعة البكر.